# Blakea megaphylla
Blakea megaphylla är en tvåhjärtbladig växtart som beskrevs av John Julius Wurdack. Blakea megaphylla ingår i släktet Blakea och familjen Melastomataceae. Inga underarter finns listade i Catalogue of Life.